# 释迦文佛塔
释迦文佛塔，又名广化寺塔，位于中华人民共和国福建省莆田市城厢区凤凰山南麓广化寺东侧，是一座五级八角楼阁式石塔。该塔建造时间不明，仅知建于南宋乾道元年（1165年）以前。该塔高30.6米，塔内建有塔心室，可通过台阶登至顶层。1988年，释迦文佛塔入选全国重点文物保护单位。

## 历史
释迦文佛塔位于广化寺东侧，又称广化寺塔。该塔的始建年代没有明确的文献记载，塔上最早的石刻位于第二层背面塔门的右侧门柱上，显示该塔的最迟建造年限为南宋乾道元年（1165年）以前。此塔的所在位置还曾经修建过一座舍利塔，但始建时间和拆除时间均不明。在中华人民共和国成立之前，释迦文佛塔并未得到有效保护，第一层塔身部分浮雕佛像因自然和人为等因素被损坏。1961年、1979年和1983年，释迦文佛塔得到了当地政府的全面勘察和维修。1961年，释迦文佛塔被列为福建省文物保护单位，1988年被列为全国重点文物保护单位。

## 结构
释迦文佛塔位于中华人民共和国福建省莆田市城厢区凤凰山南麓广化寺东侧，为仿木楼阁式石塔，整体坐北朝南，整体分为五层，平面呈八角形。该塔通高30.6米，由须弥座和塔身组成。须弥座高80厘米，呈八角形，由上下坊、上下枭、上下皮条线和束腰组成。每面均有狮子滚球和花卉的浮雕，每个转角和束腰的每一面都有力神浮雕。座的南侧有6级台阶，可以登上须弥座顶。须弥座顶周围围有高78厘米的石围栏。塔身每层均为正八面形，塔身向上逐层收分，塔身内直径分别为1064、996、940、878、763厘米，由下至上各层高332、279、281、270、265厘米。塔身底层内南侧砌有一座小型塔殿，宽167厘米，深268厘米。塔身正东和正西方向均开有塔门，其余方向开有假门，包括塔殿在内的所有塔门和假门均宽127厘米。东西侧的塔门直通塔心室。第二层至第五层均在正东、正西、正南、正北四个方向开有塔门，其余四个方向的塔外面各开有一个矩形石龛，龛内各有一座圆雕坐佛，第二层南侧门额有释迦文佛塔名匾。第一层塔心室呈丁字形，可由由东北侧和西南侧上楼；第二层至第五层的塔心室均为八面形，其中第二层至第四层北侧的塔门内均有通向楼上的石台阶。每层的外立面交界处均有塔檐，塔檐下有石质仿斗拱结构，作双杪三下昂，檐下各出两层叠涩，上有凤凰、双头羽人等浮雕。塔身外立面有力士等雕塑。